# Anna Vajda
Anna Vajda (Budapest, 3 settembre 1984) è un'ex cestista ungherese.

## Carriera
Con l'Ungheria ha disputato tre edizioni dei Campionati europei (2003, 2009, 2015).